# Maria Ursula d'Abreu e Lencastro
Maria Ursula d'Abreu e Lencastro (Río de Janeiro, 1682 - Goa, 1730), también conocida como María Ursula Lancastro y Abreu, fue una aventurera sudamericana y cabo en el ejército portugués.
Nació en Río de Janeiro, en el Brasil portugués, y murió en Goa. Se unió a la armada portuguesa vestida como un hombre bajo el nombre de Balthazar do Conto Cardoso, navegó hacia Portugal, se unió al ejército y participó en diversas batallas en la India.

## Biografía
En 1700, el año en que cumplió dieciocho años, dejó la casa de su padre y se dirigió a Lisboa, la capital del Imperio portugués. Su idea era vivir las aventuras de caballería y cruzadas que había leído de los libros, aventuras que estaban prohibidas para las mujeres de su tiempo. Cuando llegó a Lisboa, se alistó como soldado, con el nombre falso de Baltasar do Conto Cardoso.
Sirvió en el ejército portugués en la India portuguesa vestida de hombre entre 1700 y 1712. Participó en la conquista de la fortaleza en Amboina, donde fue ascendida a capitán y encargada de la fortaleza Madre de Deus en 1703. Fue condecorada para su servicio por el rey Juan V de Portugal en 1714. Reveló su sexo biológico voluntariamente en 1714 porque deseaba casarse con un hombre, Alfonso Arras Teixeira de Mello.